# Zvonimir Richtmann
Zvonimir Richtmann (né le 22 novembre 1901 et mort le 9 juillet 1941) est un physicien, philosophe, homme politique et publiciste juif croate tué lors de la Seconde Guerre mondiale par des Oustachis.

## Biographie
Richtmann naît le 22 novembre 1901 à Zagreb. Il fait des études à l'Université technique de Vienne, où il obtient un diplôme en 1925. Il poursuit ses études à la Faculté des sciences humaines et sociales de l'Université de Zagreb, dont il sort diplômé en 1932.
Par la suite, Richtmann enseigne en tant que professeur à l'école secondaire d'ingénieurs de Zagreb. Il effectue également de nombreuses conférences publiques et publie des articles sur la physique. Il est l'auteur de plusieurs manuels de physique au lycée.
Richtmann publie également des articles sur les relations entre la science moderne et la philosophie, articles qui remettent en cause le dogme marxiste-léniniste. En tant que membre de la gauche, il est l'un des principaux protagonistes du « conflit de gauche » en Croatie. Son article Le bouleversement de l'image scientifique du monde est publié dans le premier numéro du magazine Seal de Miroslav Krleža. L'article mène à la persécution de Richtmann et Krleža, Richtmann étant classé comme révisionniste et trotskiste. Son militantisme l'amène à être emprisonné à plusieurs reprises.
En avril 1941, après la création de l'État indépendant de Croatie, Richtmann est arrêté et emprisonné à la prison de Savska cesta. Il est ensuite transféré à la prison de Kerestinec. Les communistes avec qui il a été emprisonné demandent à ce qu'il soit transféré dans une autre cellule. Le 9 juillet 1941, Richtmann, ainsi que Božidar Adžija, Otokar Keršovani, Ognjen Prica et Viktor Rosenzweig, sont tués par des Oustachis.